# Bullington (Hampshire)
Pour les articles homonymes, voir Bullington.
Bullington est une paroisse civile et un village du Hampshire, en Angleterre.